# Берт Маккаффрі
Берт Маккаффрі (англ. Bert McCaffrey, нар. 12 квітня 1893, Локтон — пом. 15 квітня 1955, Торонто) — канадський хокеїст, що грав на позиції захисника, крайнього нападника. Грав за збірну команду Канади.

## Ігрова кар'єра
Професійну хокейну кар'єру розпочав 1924 року.
Протягом професійної клубної ігрової кар'єри, що тривала 10 років, захищав кольори команд «Піттсбург Пайретс», «Торонто Сент-Патрікс», «Торонто Мейпл-Ліфс», «Монреаль Канадієнс», «Провіденс Редс» та «Філадельфія Ерроуз».
Виступав за збірну Канади, у складі якої став Оліміпйським чемпіоном 1924 року.

## Нагороди та досягнення
- Володар Кубка Стенлі в складі «Монреаль Канадієнс» — 1930.

## Статистика НХЛ
|                  | Сезон | І   | Г  | П  | О  | ШХ  |
| ---------------- | ----- | --- | -- | -- | -- | --- |
| Регулярний сезон | 7     | 259 | 42 | 30 | 72 | 202 |
| Плей-оф          | 1     | 6   | 1  | 1  | 2  | 6   |